# Martti Pokela
Martti Eliel Pokela (23 de enero de 1924 – 23 de agosto de 2007) fue un músico folk y compositor finlandés. Pokela fue un experto en el kantele, el instrumento musical nacional de Finlandia.

## Biografía
Pokela y su mujer, Marjatta Pokela, se les atribuye ampliamente el inicio de un resurgimiento del interés por la música folclórica finlandesa a partir de la década de 1950. Su hija, Eveliina Pokela, comenzó a tocar en la década de los 60.ref name=yle/>
Pokela fusionó la música folclórica tradicional finlandesa con sonidos contemporáneos. Los álbumes de la familia también se han publicado fuera de Finlandia.
Pokela enseñó a tocar kantele en la Academia Sibelius de Helsinki y Kuopio hasta 1987. Fue el fundador del departamento de música folclórica de la academia, donde fue nombrado profesor titular en 1980.
Pokela está enterrado en el Cementerio de Hietaniemi en Helsinki.

## Álbums
- Keskiyön Auringon Lauluja (1969)
- Best of Kantele (1995)
- Sonata For Kantele (1996)
- Snow Kantele (1998)
- "Tuulikumpu" (2001)
- Improsette by Martti Pokela (2005)